# Songs of a Lost World
Songs of a Lost World is het veertiende studioalbum van de Britse band The Cure. Het album verscheen in 2024, zestien jaar na het vorige studioalbum 4:13 Dream uit 2008. De drijvende kracht achter de band Robert Smith maakte al in maart 2022 bekend dat er een nieuw album zou verschijnen, maar toen zou het nog 2,5 jaar duren voor dit werd uitgebracht.

## Musici
- Robert Smith – zang, gitaar, zessnarige basgitaar, keyboards
- Simon Gallup – basgitaar
- Jason Cooper – drums, percussie
- Roger O'Donnell - keyboards
- Reeves Gabrels - gitaar

## Composities
De muziek is geschreven door Robert Smith en uitgevoerd door The Cure.
1. "Alone" – 6:48
2. "And Nothing Is Forever" – 6:53
3. "A Fragile Thing" – 4:43
4. "Warsong" – 4:17
5. "D Ron E: No Drone" – 4:45
6. "I Can Never Say Goodbye" – 6:03
7. "All I Ever Am" – 5:21
8. "End Song" – 10:23

## Singles
- 26 september 2024 - "Alone"
- 9 oktober 2024 - "A Fragile Thing"
- 1 november 2024 - "All I Ever Am"